# SJ X6 sorozat
Az SJ X6 sorozat egy háromrészes svéd 15 kV, 16,7 Hz váltakozó áramú, villamosmotorvonat-sorozat volt. Az SJ üzemeltette 1960 és 1985 között Stockholm és Göteborg személyforgalmának kiszolgálásához. 1960-ban gyártotta az ASEA. Összesen 3 db készült belőle. 1985-ben lettek selejtezve, helyüket az SL X10-es sorozat vette át.